# Невгамовні
«Невгамо́вні» або «Пустуни» (англ. Rugrats) — американський мультсеріал компанії «Nickelodeon», який виходив у 1991—2004 роках. Мультсеріал складається з дев'яти сезонів, які налічують 351 серію.

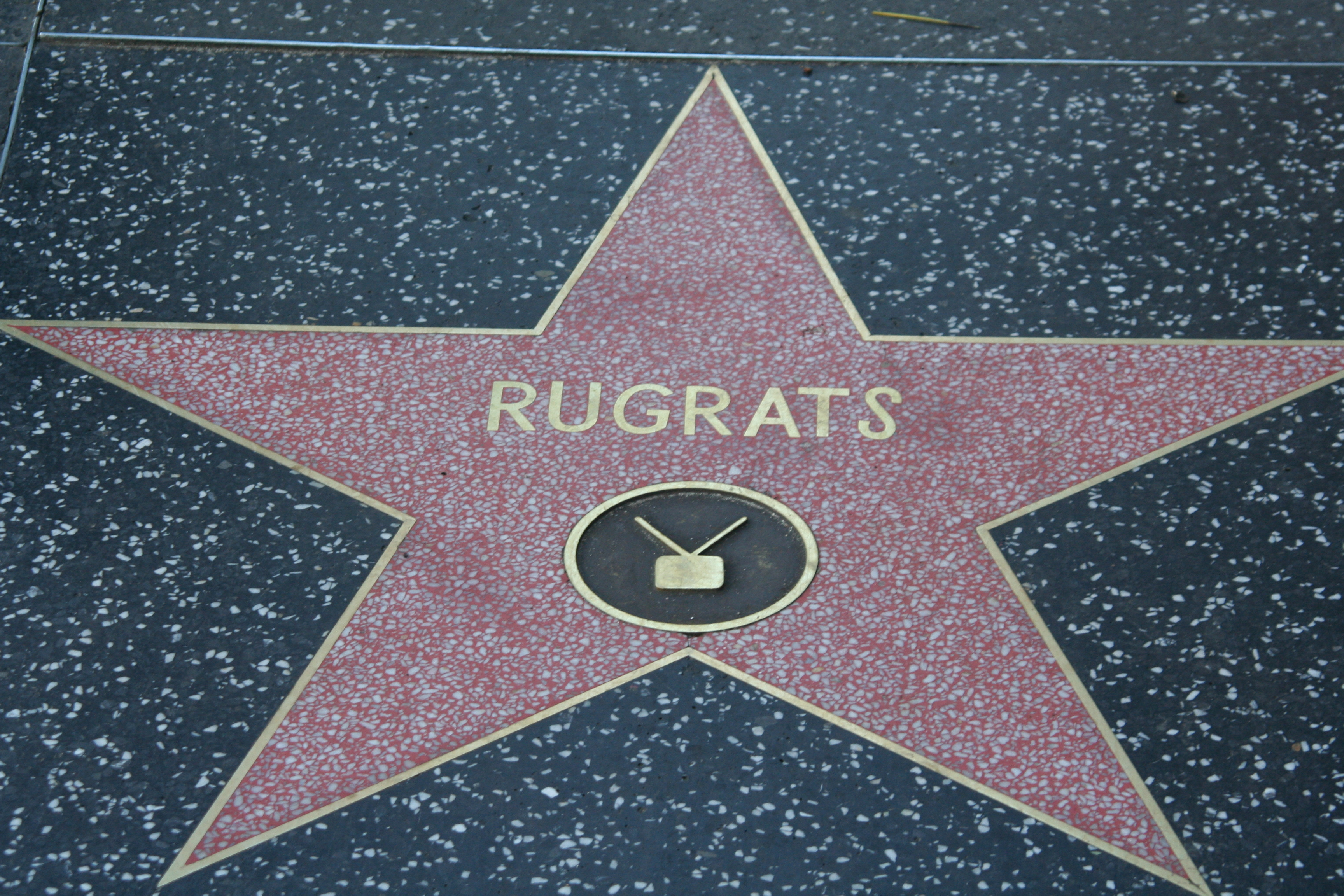
Зірка мультсеріалу на Голлівудській Алеї Слави.

## Сюжет
Сюжетом кожної серії є певна пригода друзів-малят. Діти шукають пригоди, в той час, в коли їхні батьки мирно розмовляють на кухні або кудись йдуть.
Мультсеріал показує світ і відносини батьків очима дитини. Велику роль у мультсеріалі відіграє дитяча уява.

## Українське закадрове озвучення

### Багатоголосе закадрове озвучення студії «Пілот»
Ролі озвучували: Анатолій Пашнін, Євген Малуха, Наталя Синенко і Наталя Задніпровська.

### Двоголосе закадрове озвучення телеканалу«QTV»
Ролі озвучували: Володимир Остапчук і Катерина Брайковська.

### Багатоголосе закадрове озвучення студії«1+1»
Ролі озвучували: Юрій Кудрявець, Володимир Терещук, Павло Скороходько, Наталя Романько-Кисельова і Катерина Буцька.